# 邱若龍
邱若龍（1965年—）為台灣漫畫家、紀錄片編導。

## 簡介
出生於苗栗縣通霄鎮，因父親邱錫勳即為漫畫家，自小耳濡目染。
1984年畢業於復興美工，但因體格過輕問題而未入伍。之後一日在霧社旅遊時對於五十多年前發生在當地的「霧社事件」產生濃厚的興趣，便花費數年時間以此歷史為背景創作、描述台灣原住民抗日的同名漫畫《霧社事件》。
因本身對於台灣原住民歷史、文化的興趣，邱若龍編創的書籍多以此為題材，並於往後朝向影視方面的創作發展，如在1998年拍攝霧社事件的紀錄片《Gaya─1930年的賽德克族與霧社事件》、擔任2003年電視劇《風中緋櫻》的美術指導。此外，更因其漫畫著作《霧社事件》與台灣導演魏德聖結識，進而參與了魏2008年首部劇情長片《海角七號》、以及2011年史詩電影《賽德克·巴萊》的美術指導與顧問的工作。2013年，受邀擔任中興大學駐校藝術家。
邱若龍的妻子伊萬．納威曾任台灣原住民文教基金會執行長，本身亦屬賽德克族。受到父親的影響，邱若龍之弟邱若山同樣為漫畫家。

## 創作、參與作品

### 漫畫
- 《廬山小英雄》：1987年國語日報上連載。
- 《霧社事件》：1990年時報出版發行。[9]
- 《無名小英雄》：1998年
- 《成吉思汗》
- 《泰雅神話傳說》
- 《台灣怪談》
- 《漫畫．巴萊》：2011年遠流再版（加附電影插畫頁；原出版書名《霧社事件》，同年十月，奪得阿爾及利亞國際漫畫節國際競賽單行本組最佳圖畫獎）。[10]

### 書籍插圖
- 《莫那．魯道》：1996年
- 《阿美族母語教材》：1996年
- 《葛瑪蘭族母語教材》：1996年
- 《畫說二二八》：1997年
- 《凱達格蘭的女兒》：2009年

### 書籍編印
- 《泰雅族母語教材》：2001年
- 《賽德克族母語教材》：2001年
- 《布農族母語教材》：2001年
- 《鄒族母語教材》：2001年
- 《葛瑪蘭族母語教材》：2001年

### 影視
- 《Gaya─1930年的賽德克族與霧社事件》:於1998年拍攝之16釐米紀錄片、入圍1999年金馬獎最佳紀錄片。
- 《風中緋櫻》：2003年電視劇；美術指導。
- 《泰雅千年》：2007年影片；美術指導。
- 《海角七號》：2008年電影；歷史顧問。
- 《賽德克·巴萊》：2011年電影；美術指導、顧問。
- 《金陵十三釵》：2011年電影；日軍服裝顧問。